# 高雄市 (州轄市)
高雄市（日语：／〔〕 Takao shi ?）為臺灣日治時期存在於1924年至1945年的行政區劃，隸屬高雄州，由高雄郡高雄街升格而來，二次大戰後改為臺灣省高雄市。

## 行政區劃
高雄街成立於1920年10月1日，下轄高雄、中洲、大港、三塊厝、林德官、大港埔、前金、苓雅寮、過田子、戲獅甲、前鎮、內惟等12個大字，並在1924年12月25日升格為「高雄市」。1925年12月27日，高雄市實施町名改正，將高雄大字廢除並劃為哨船町、湊町、新濱町、山下町、田町、壽町、堀江町、入船町、鹽埕町、榮町、北野町、旗後町、平和町、綠町等14個町。

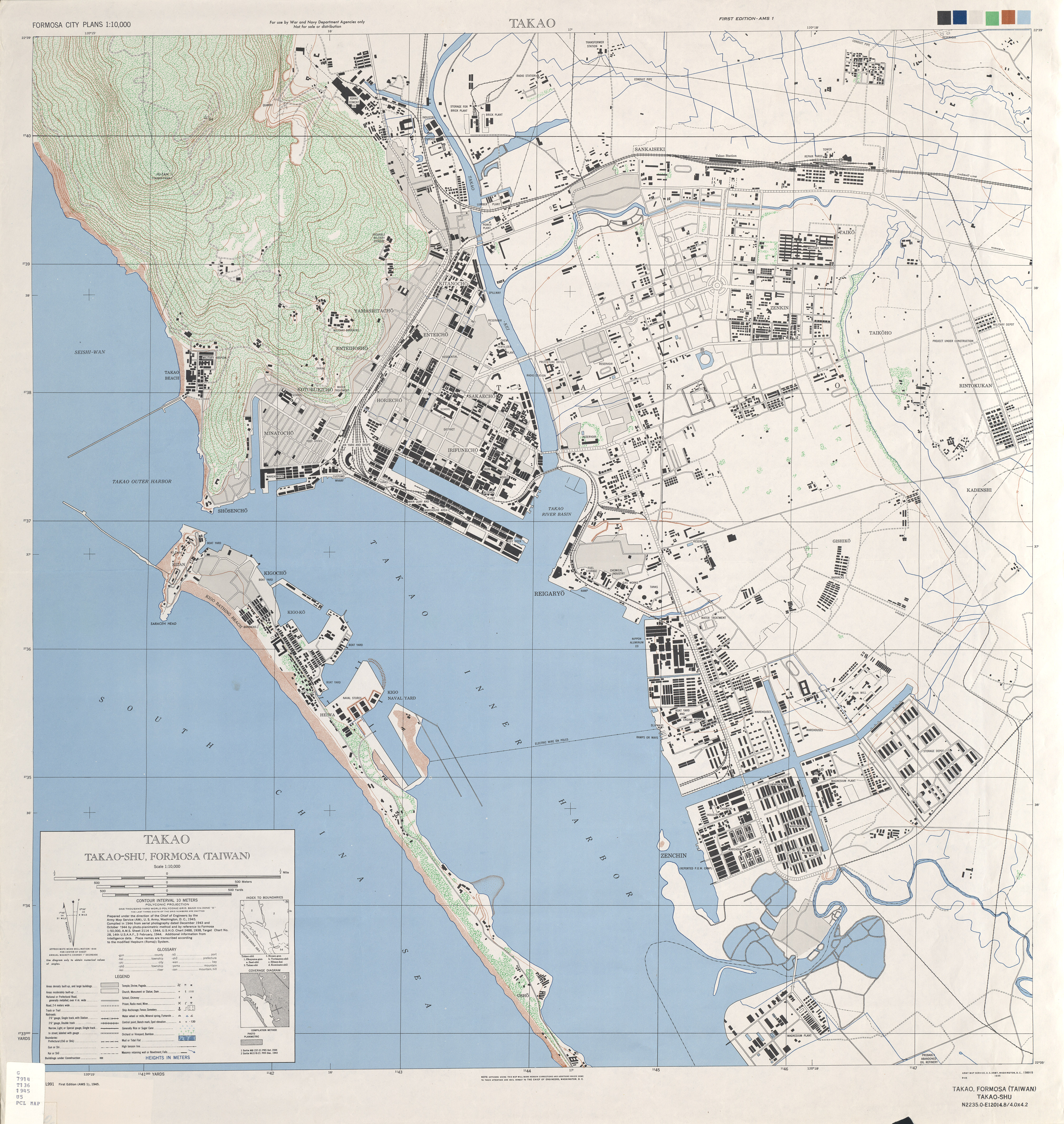
1945年美軍繪製高雄市地圖

1932年12月1日，岡山郡左營庄下轄的桃子園、前峰尾併入高雄市。1939年3月30日，新南群島劃為高雄市下轄的大字。1940年10月1日，整個左營庄與原隸屬鳳山郡鳳山街的籬仔內、五塊厝、赤山西側（併入後改稱獅頭），小港庄的草衙、佛公，鳥松庄的灣子內、本館併入高雄市，使高雄市的人口數一舉超越臺南市而成為全臺第二大城市。1943年10月1日，岡山郡楠梓庄廢庄，其下轄之楠梓、土庫、後勁併入高雄市，其餘併入岡山街、燕巢庄；此時高雄市下轄34大字及14町。1945年國民政府代表盟軍接收台灣，改設高雄市。

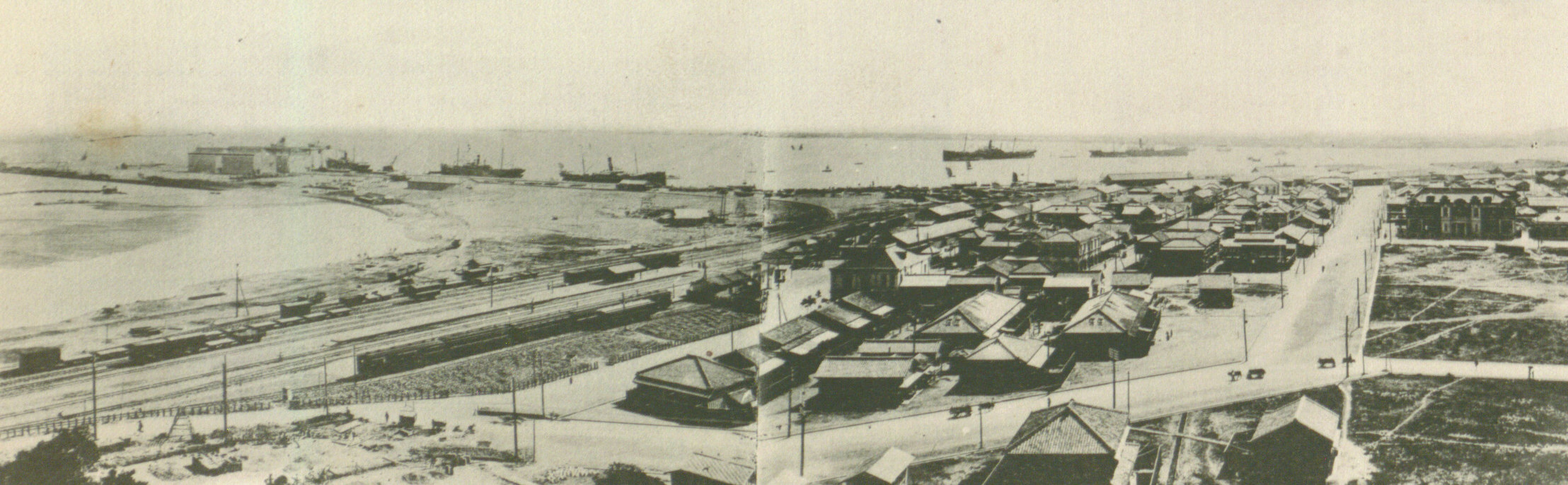
打狗市街舊貌

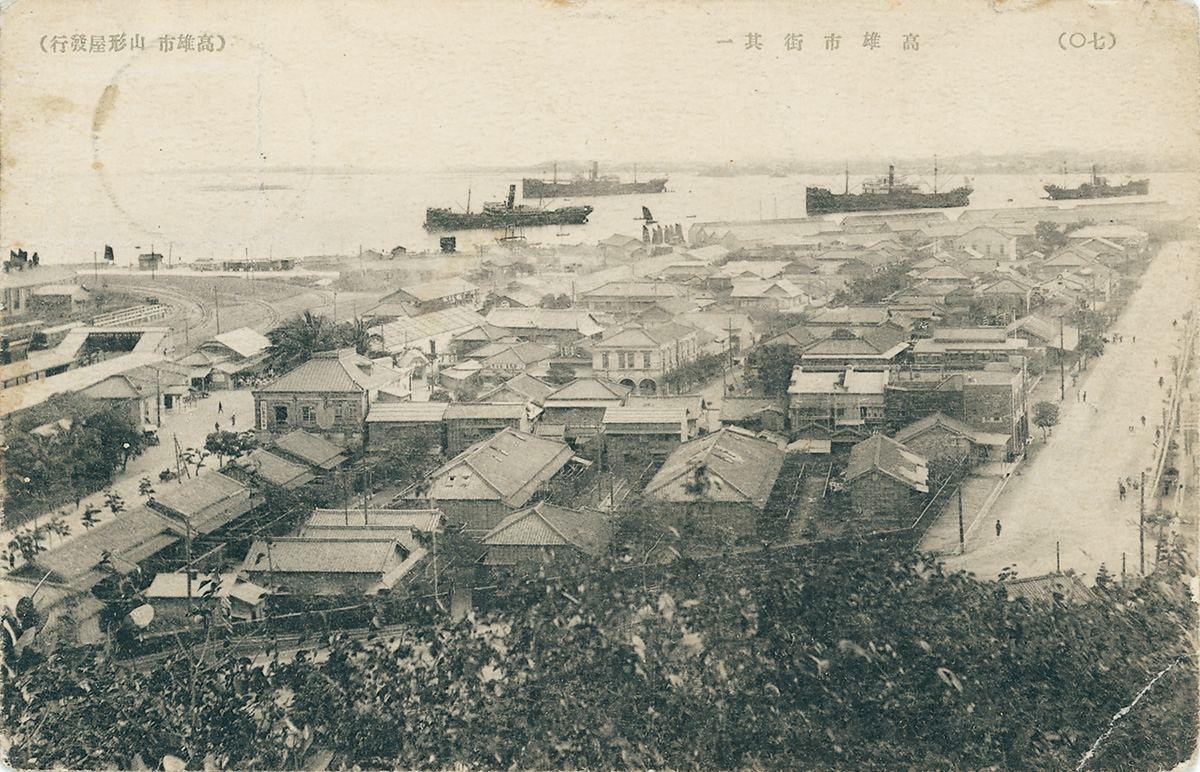
高雄市街

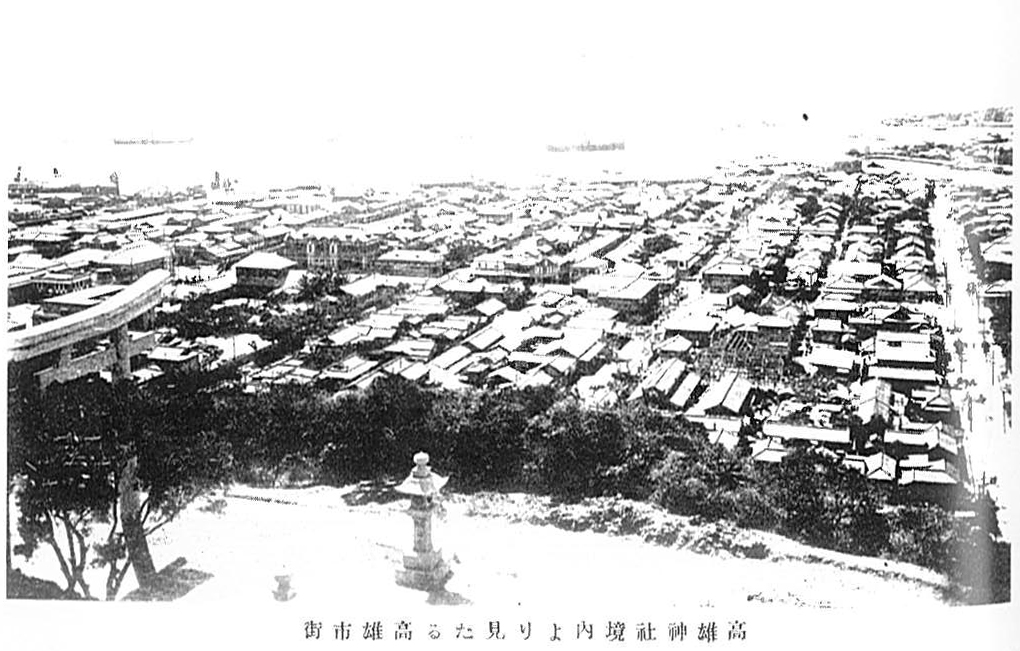
高雄神社眺望高雄市街

## 區
1935年10月1日，高雄市劃分為20區，並選派區長以輔助行政事務。1936年2月9日，部分內惟劃入田町區；同年4月1日，將鹽埕町小賣市場以北分為鹽埕町一區，以南為鹽埕町二區。1940年10月1日，新增左營區、右沖區、覆鼎金區、灣子內區、五塊厝區、籬子內區、草衙區。
| 區         | 範圍                                    | 區       | 範圍                                                |
| ---------- | --------------------------------------- | -------- | --------------------------------------------------- |
| 哨船町區   | 哨船町、壽町的西子灣、桃子園104~127番地 | 三塊厝區 | 三塊厝、大港                                        |
| 湊町區     | 湊町                                    | 苓雅寮區 | 苓雅寮                                              |
| 新濱町區   | 新濱町                                  | 前鎮區   | 前鎮、戲獅甲                                        |
| 山下町區   | 山下町、壽町1~19番地                    | 前金區   | 前金                                                |
| 田町區     | 田町、內惟(部分)                        | 過田子區 | 過田子、林德官、大港埔                              |
| 鹽埕町一區 | 鹽埕町小賣市場以南                      | 內惟區   | 內惟(部分)                                          |
| 鹽埕町二區 | 鹽埕町小賣市場以北                      | 左營區   | 埤子頭、竹子腳、部後、左營、前峯尾、桃子園1~103番地 |
| 北野町區   | 北野町                                  | 右沖區   | 下蚵子寮、援中港、下鹽田、右沖                      |
| 堀江町區   | 堀江町                                  | 覆鼎金區 | 菜公、覆鼎金                                        |
| 入船町區   | 入船町                                  | 灣子內區 | 灣子內、本館、獅頭                                  |
| 榮町區     | 榮町                                    | 五塊厝區 | 五塊厝                                              |
| 旗後町區   | 旗後町                                  | 籬子內區 | 籬子內                                              |
| 平和町區   | 平和町                                  | 草衙區   | 草衙、佛公                                          |
| 中洲區     | 綠町、中洲                              |          |                                                     |

## 市役所
日治中期，總督府鑒於高雄市中心逐漸從哈瑪星東移，乃將高雄市役所遷至榮町，並鳩工新築辦公廳舍。該辦公廳舍由清水組（大野米次郎）設計監造，為一帝冠樣式建築，昭和13年（1938年）動工，昭和14年（1939年）完工落成。

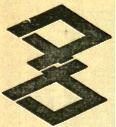
高雄市市章（日语：市町村章）由「高」字的片假名「タカ」變體成上下兩菱組成，象徵寶錘。
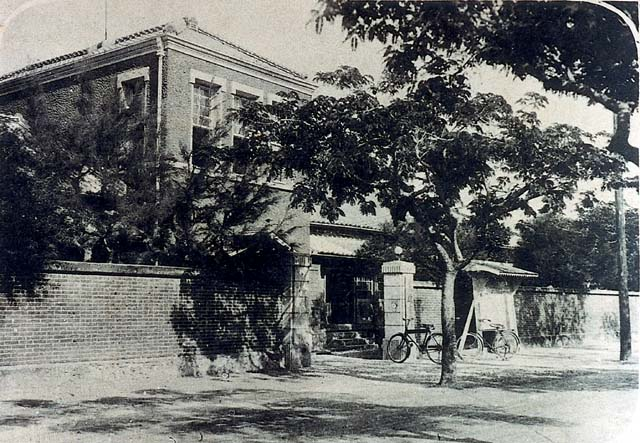
第一代高雄市役所，現址為哈瑪星代天宮
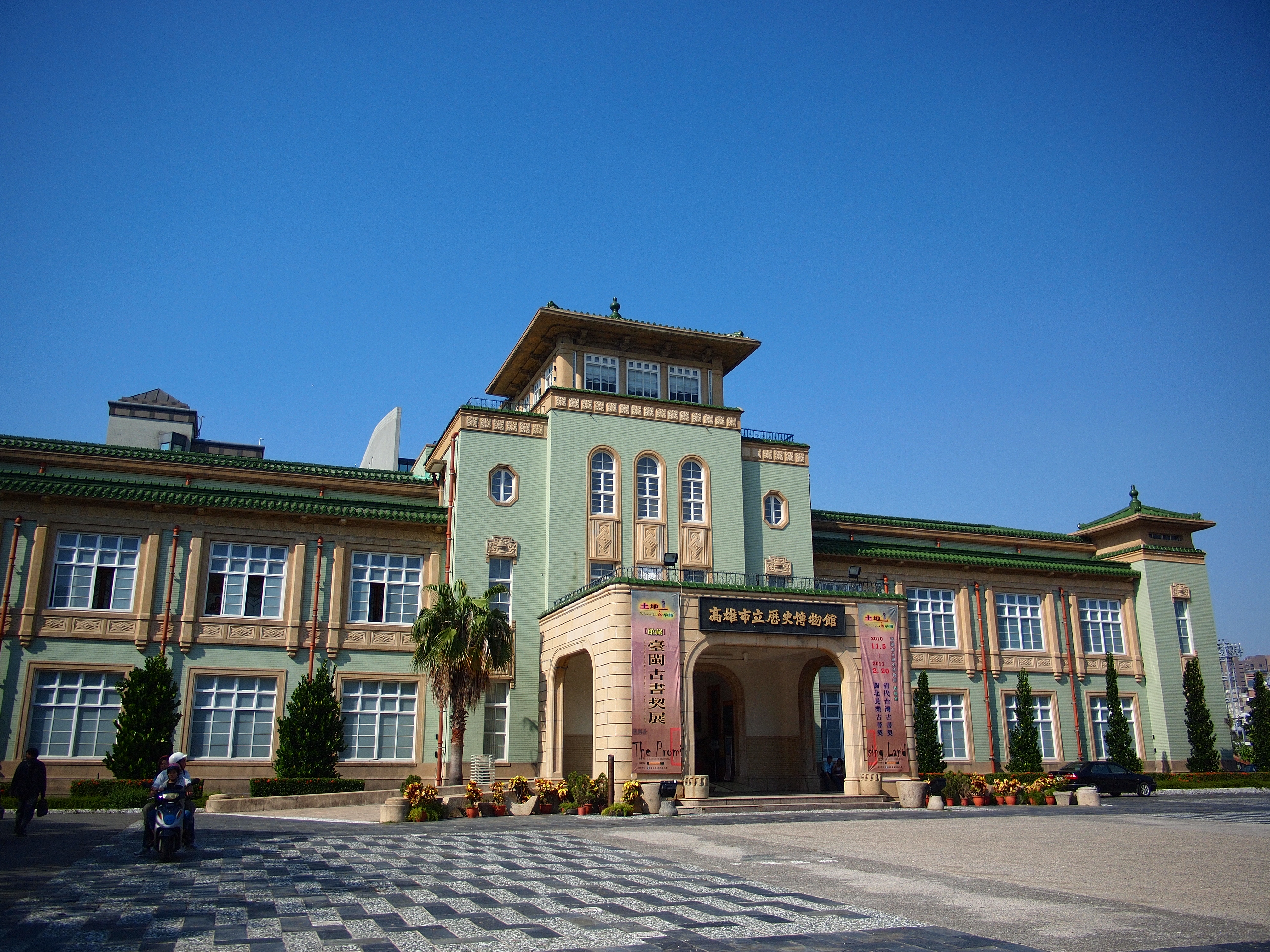
第二代高雄市役所，現為高雄市立歷史博物館

## 公共設施
- 高雄警察署
- 高雄公會堂
- 高雄郵便局
- 高雄檢糖所
- 專賣局高雄支局
- 高雄港稅關辦公處所
- 高雄稅關廳
- 高雄海洋觀測所（原打狗英國領事館官邸）
- 高雄地方法院（設於原高雄檢糖所）
- 台南刑務所高雄支所
- 高雄自動電話交換局 [5]
- 高雄市立圖書館 （先後設於原打狗第一幼稚園與高雄公會堂）[6]
- 高雄州商工獎勵館
- 高雄武德殿振武館
- 湊町市場

青物市場（1928年設立）
- 高雄市公設質鋪（1928年設立）
- 入船町警察官史派出所（今鹽埕區五福四路派出所）
- 入船町郵便局

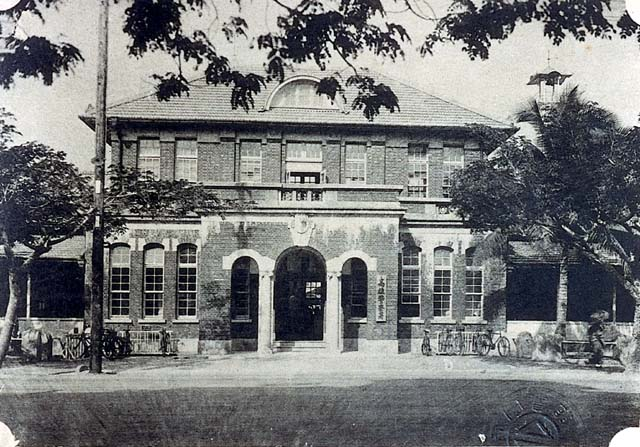
高雄警察署
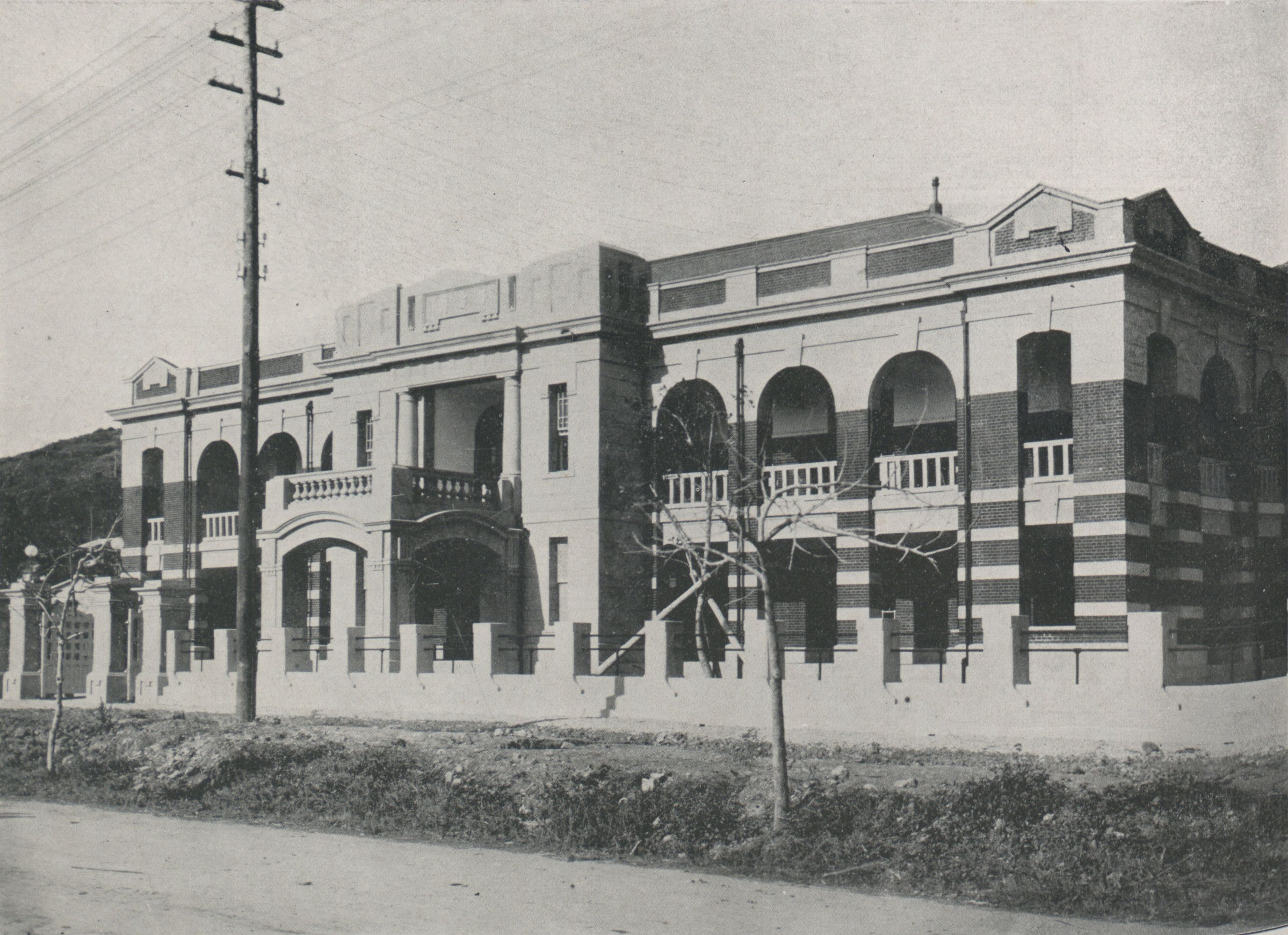
高雄公會堂 (原打狗公館)
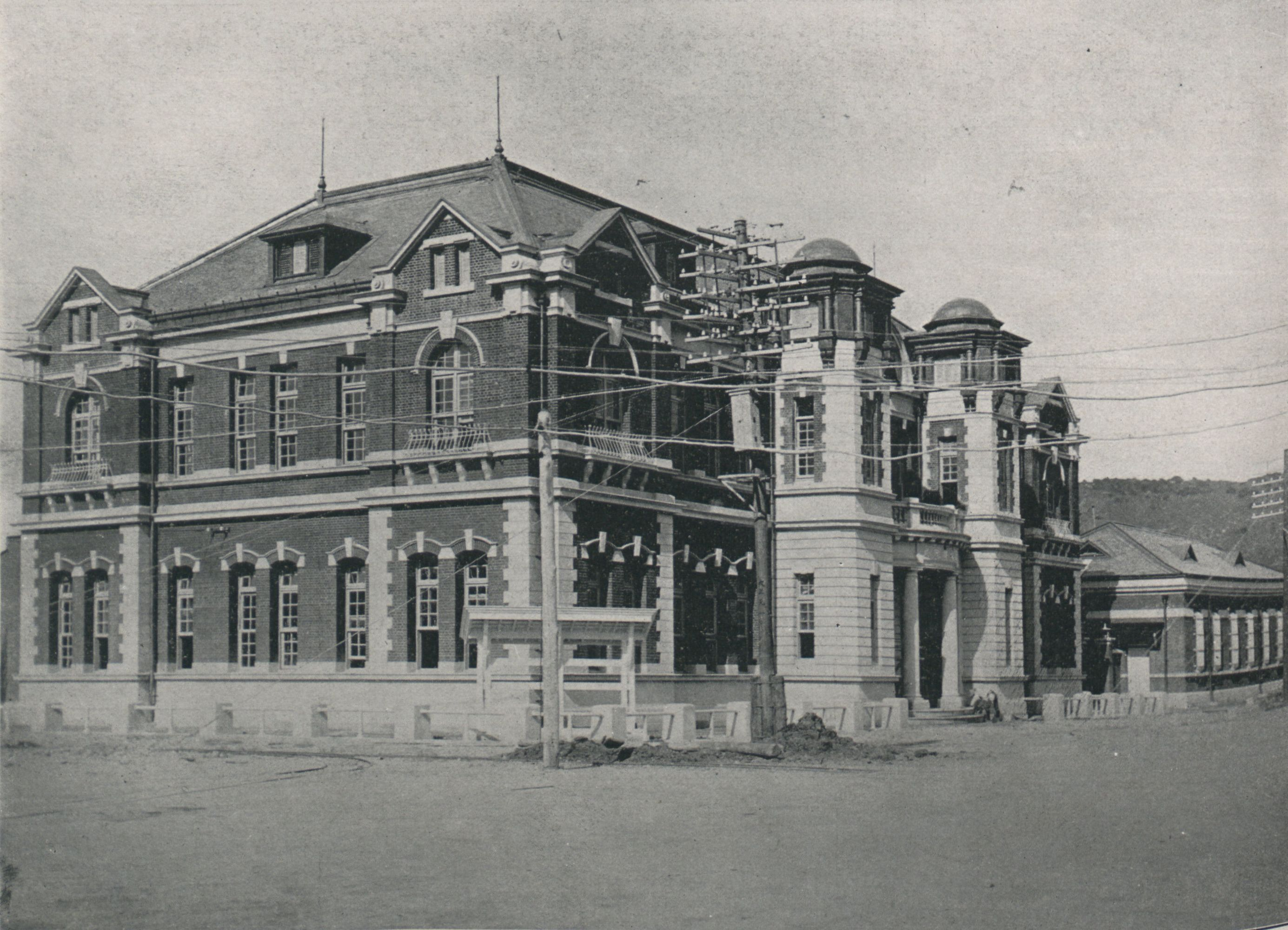
高雄郵便局
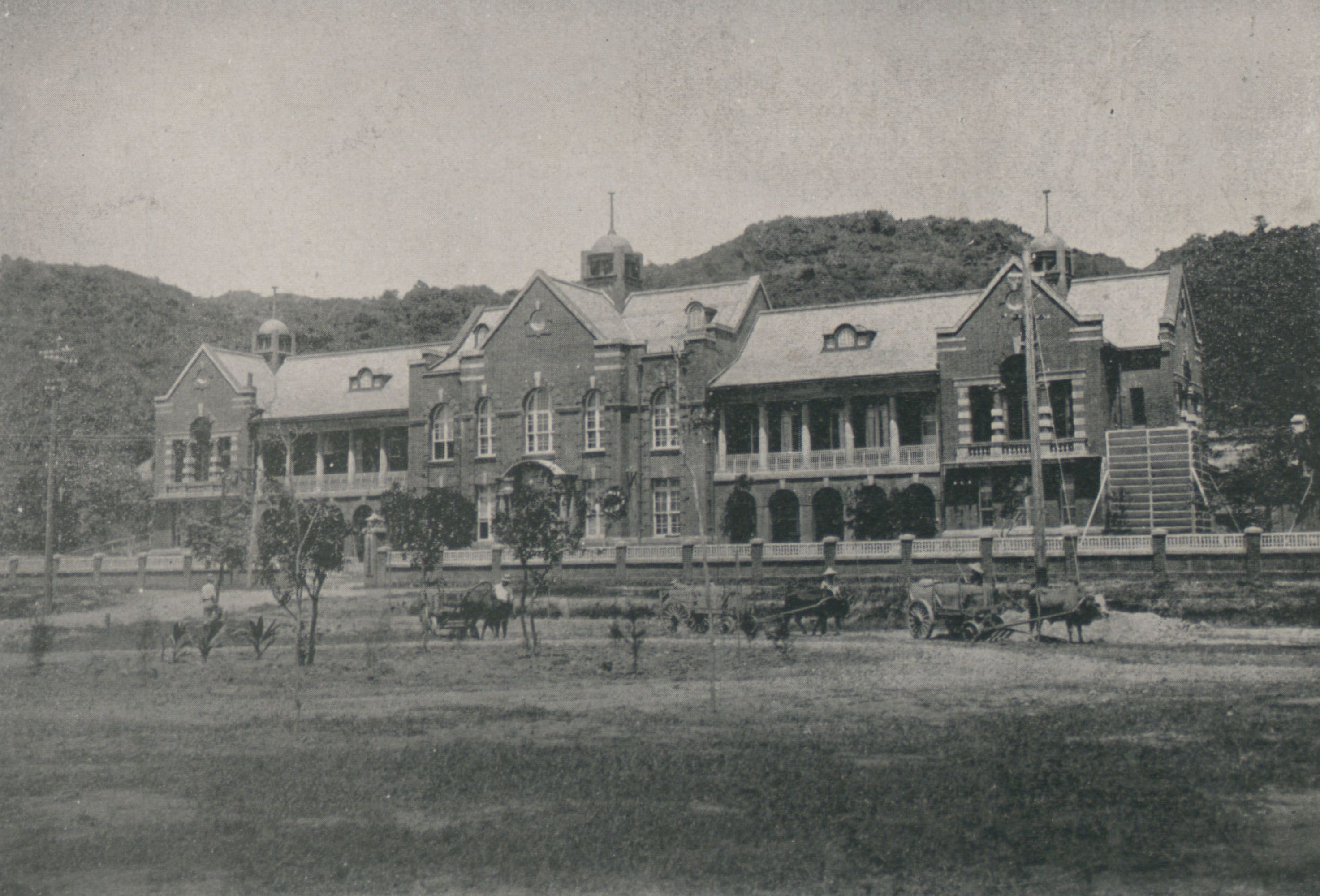
高雄檢糖所
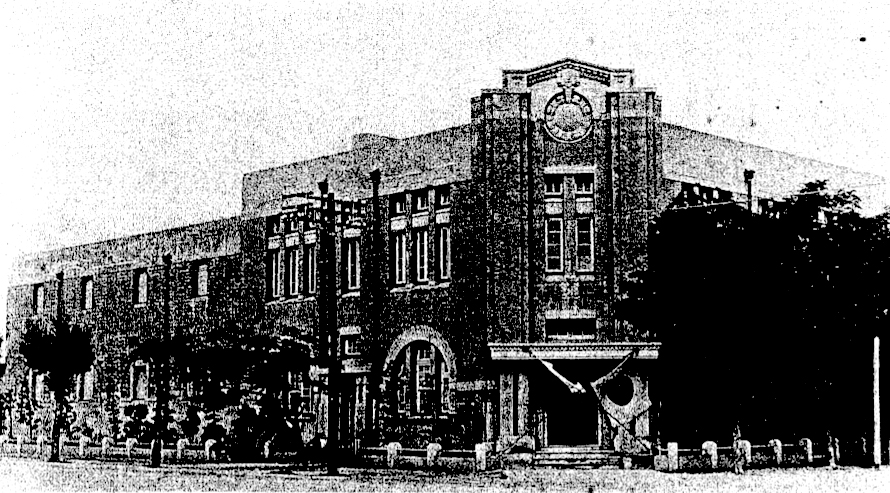
專賣局高雄支局
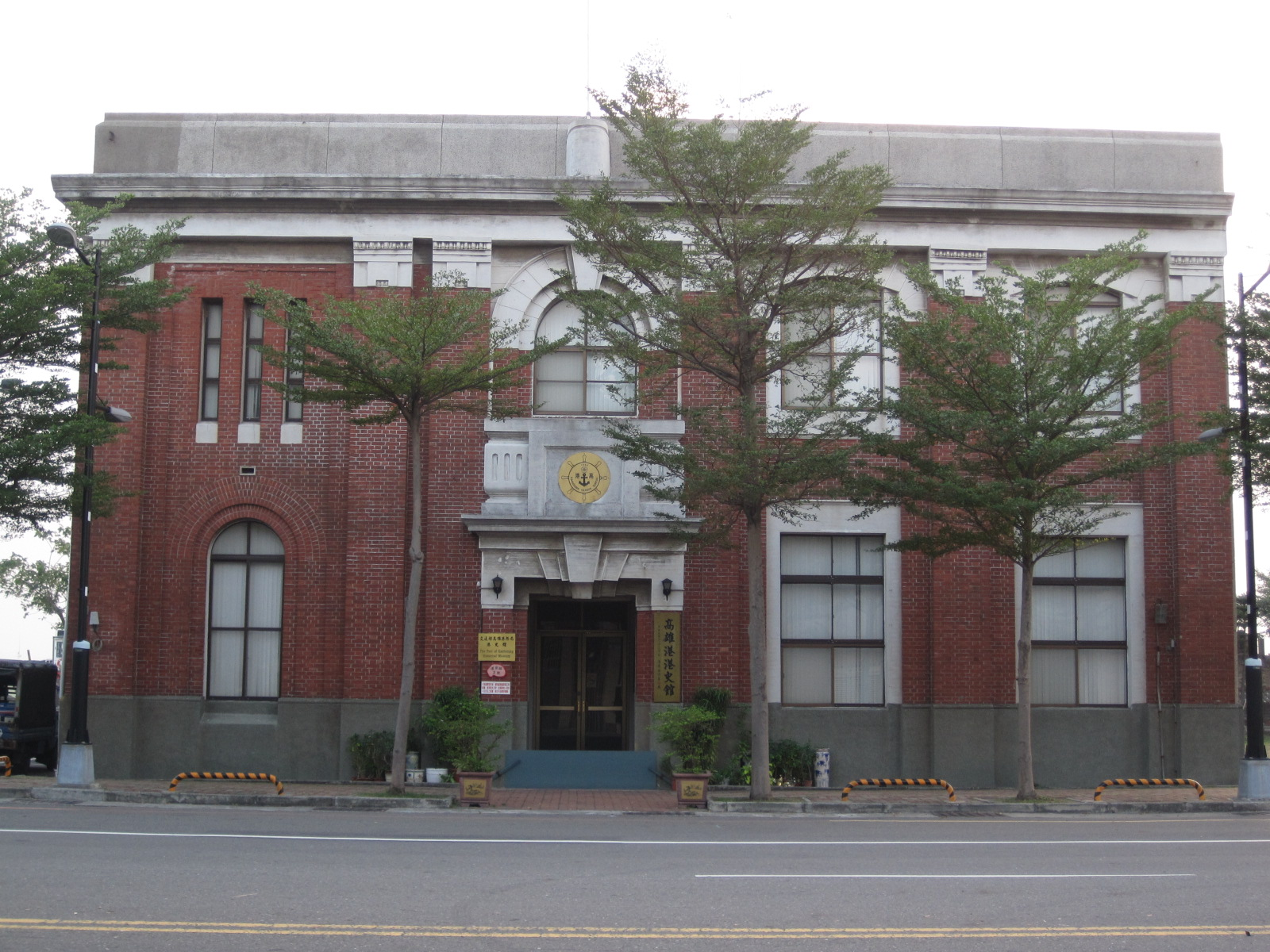
高雄港稅關辦公處所
高雄稅關廳
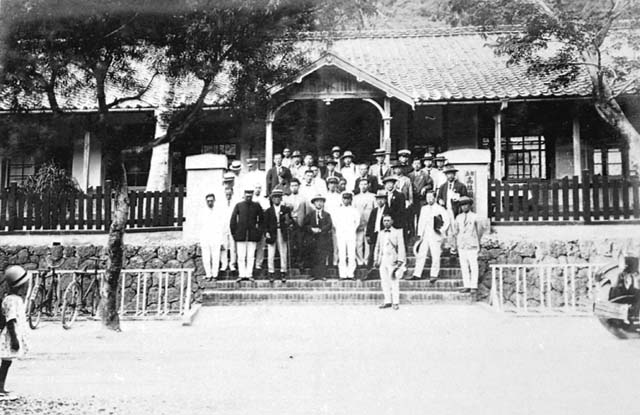
第一代高雄圖書館
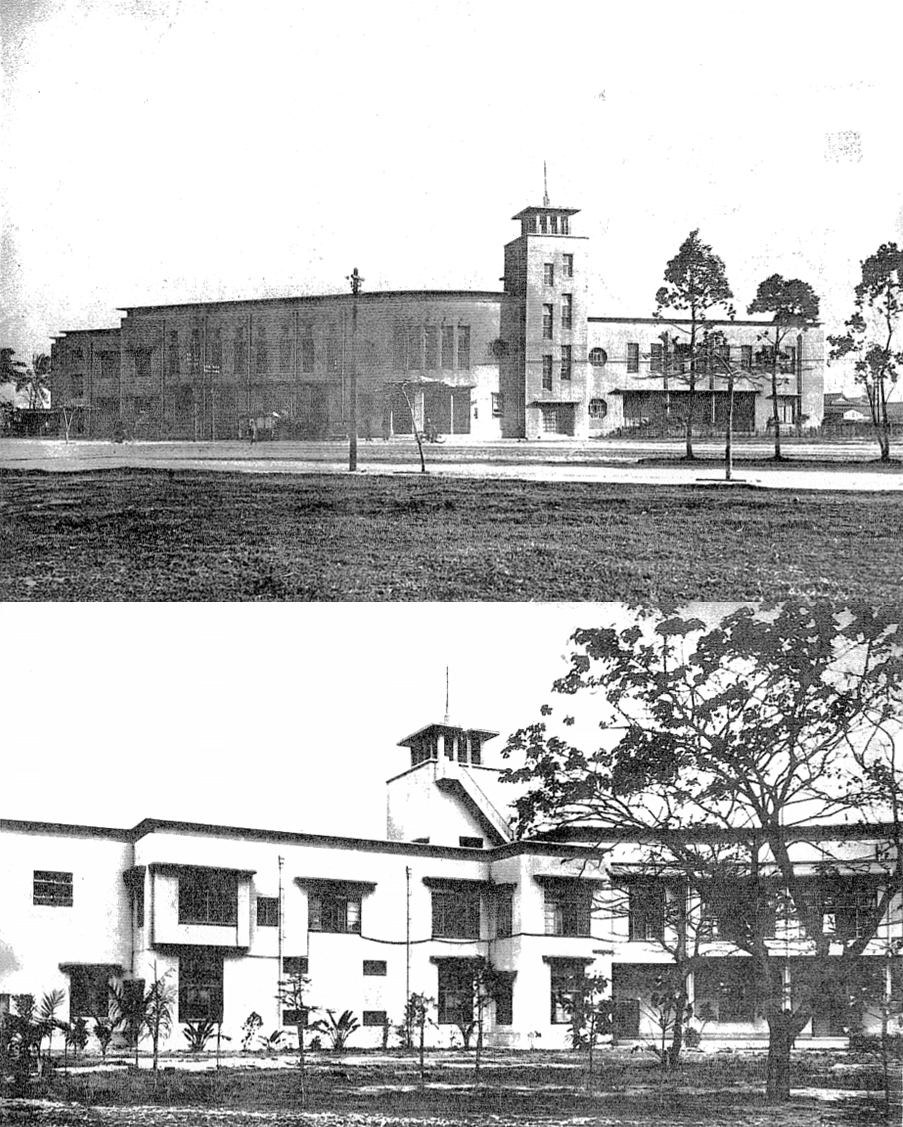
高雄州商工奬勵館
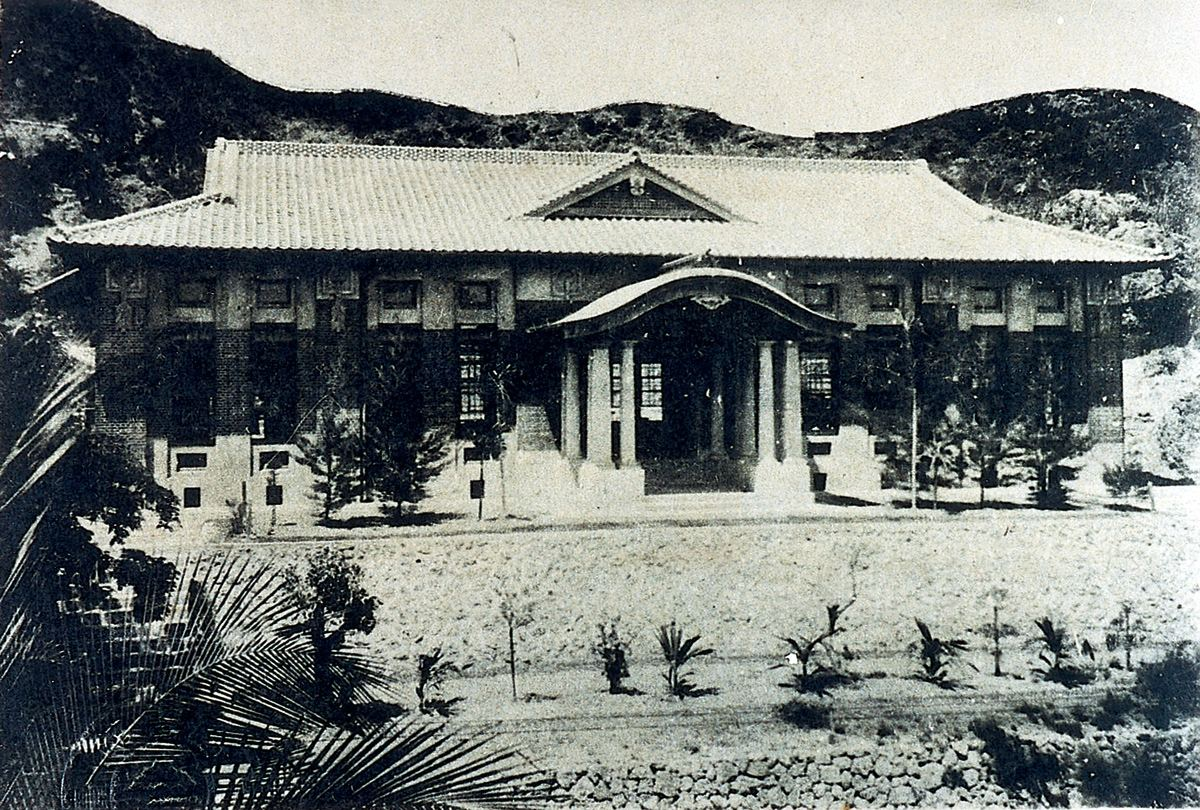
武德殿振武館
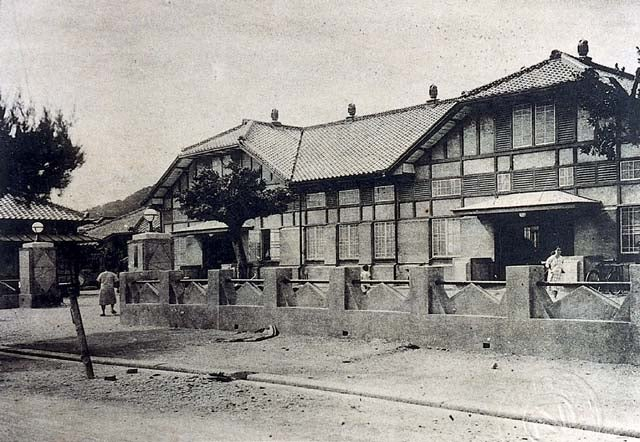
高雄湊町市場
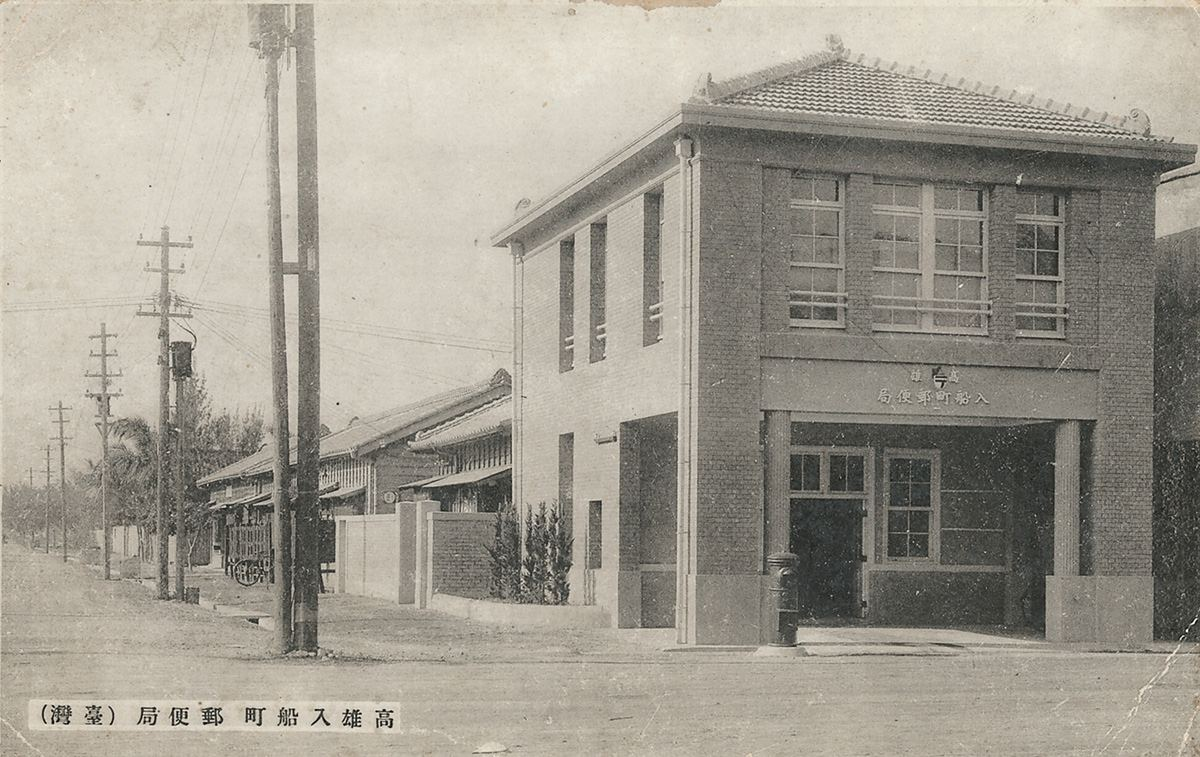
入船町郵便局
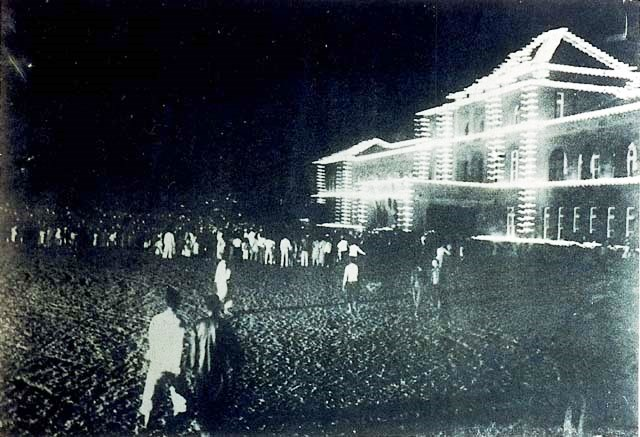
州廳夜色

## 產業
當時主要產業有：有金融、漁業、輕工業、伐木業、農業等。
- 鼓山漁港
- 淺野水泥廠
- 高雄鹽場（瀨南鹽場）
- 台灣煉瓦株式會社高雄工場
- 日本海軍第六燃料廠高雄廠
- 南日本化學工業株式會社溴素工廠
- 台灣倉庫株式會社田町倉庫
- 高雄銀座
- 吉井百貨

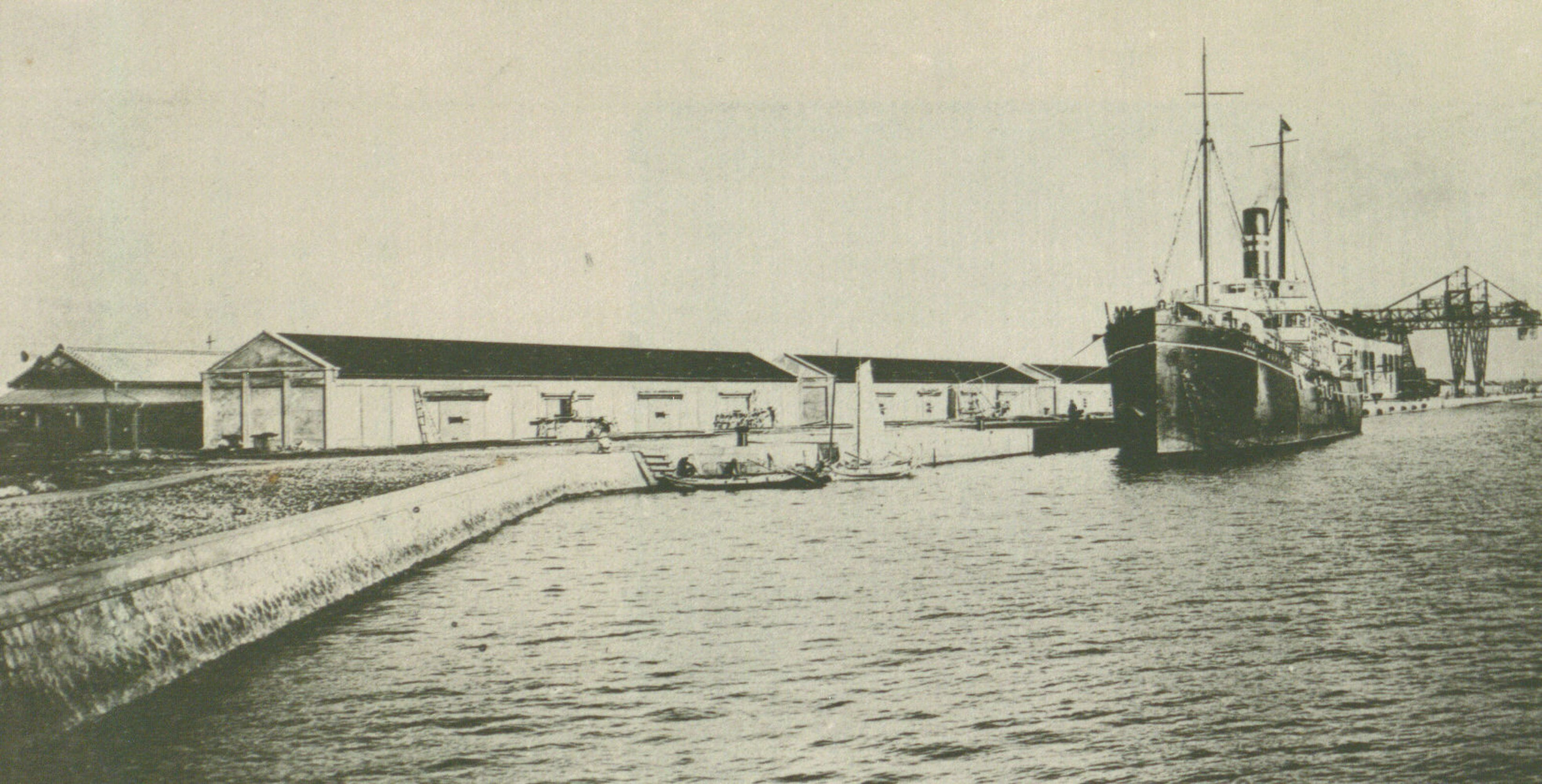
高雄港上屋倉庫
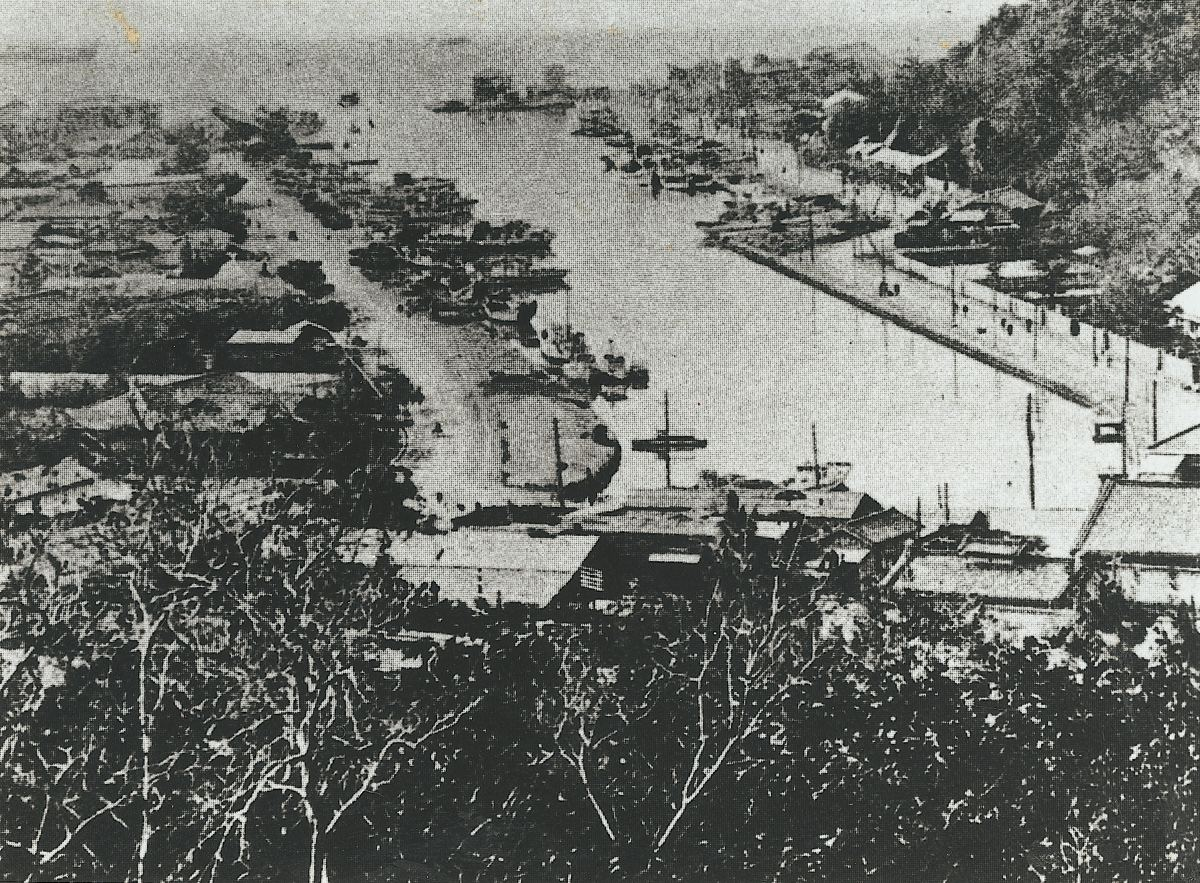
鼓山漁港舊貌
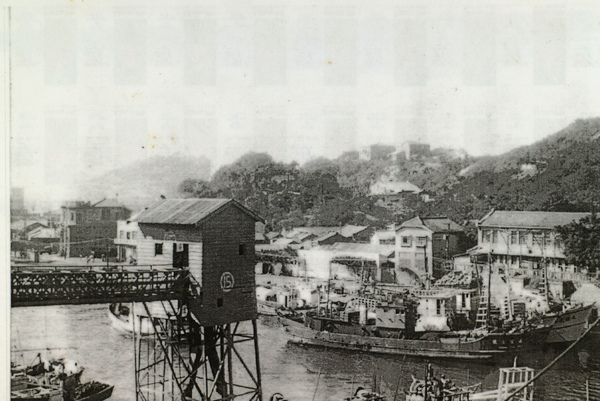
鼓山漁港的漁業設施(二戰後照片)
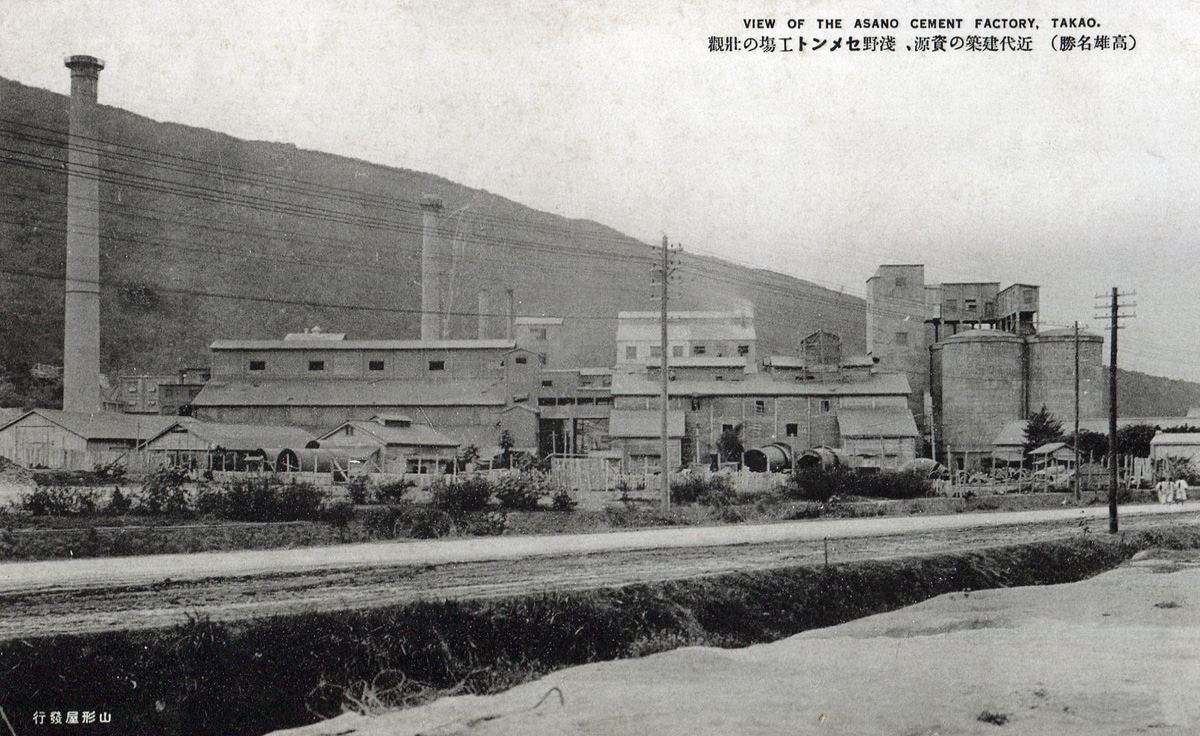
淺野水泥廠
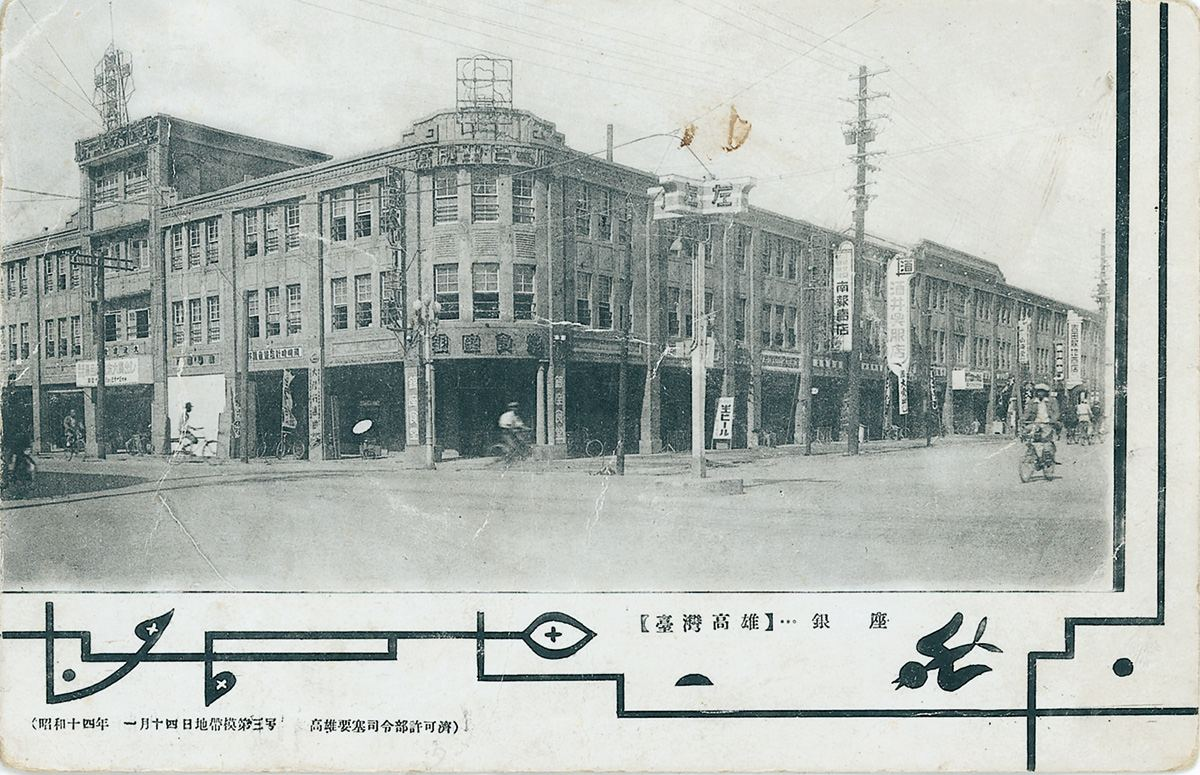
高雄銀座通
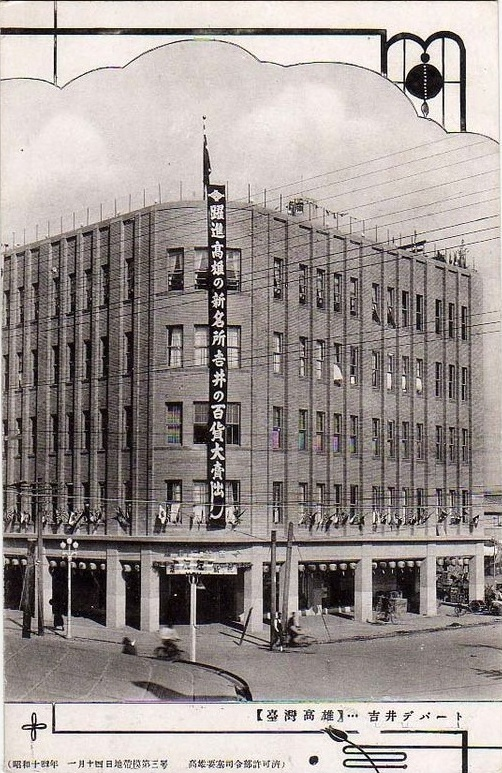
吉井百貨

## 交通

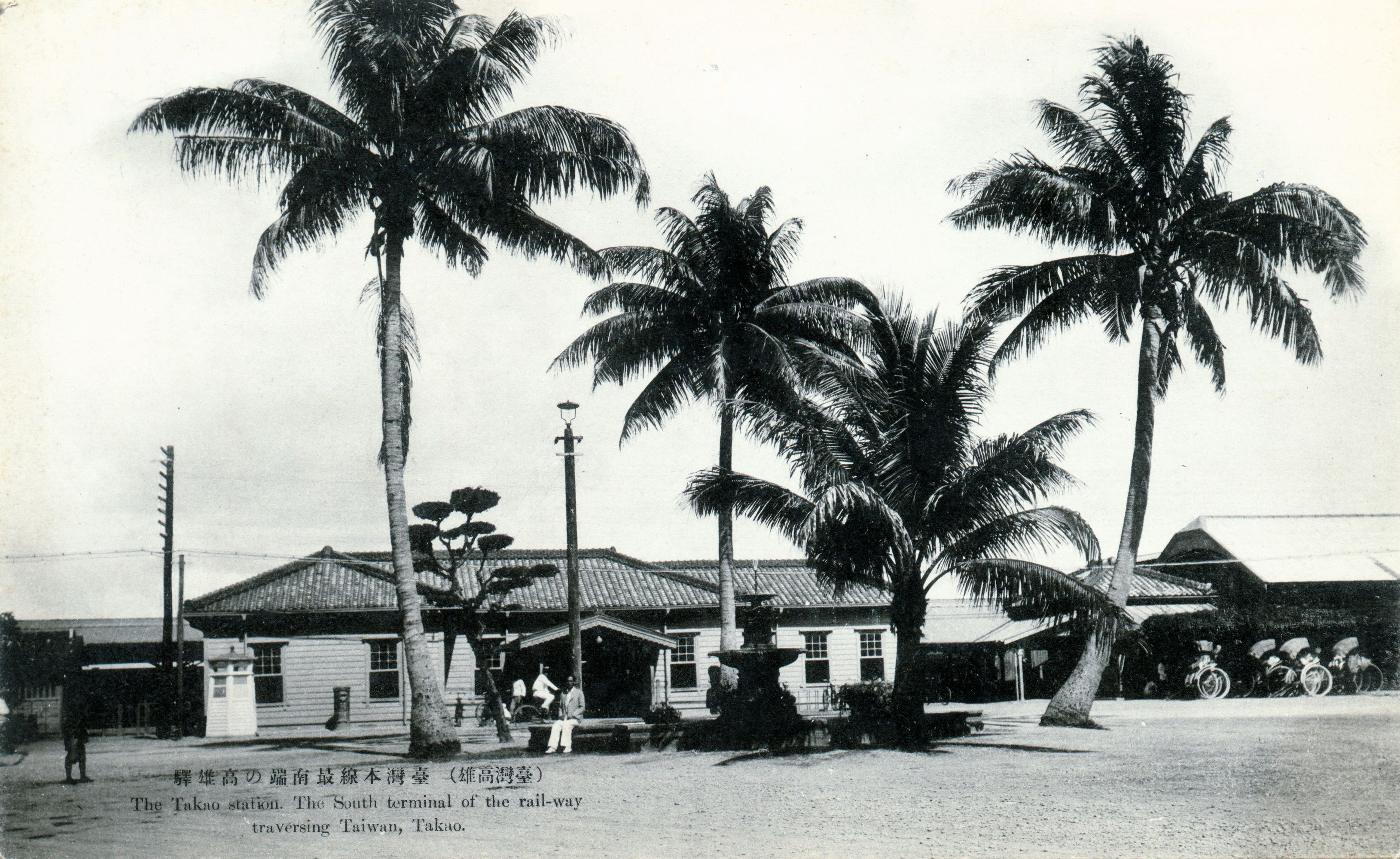
臺灣本線最南端的高雄車站 (現高雄港站)

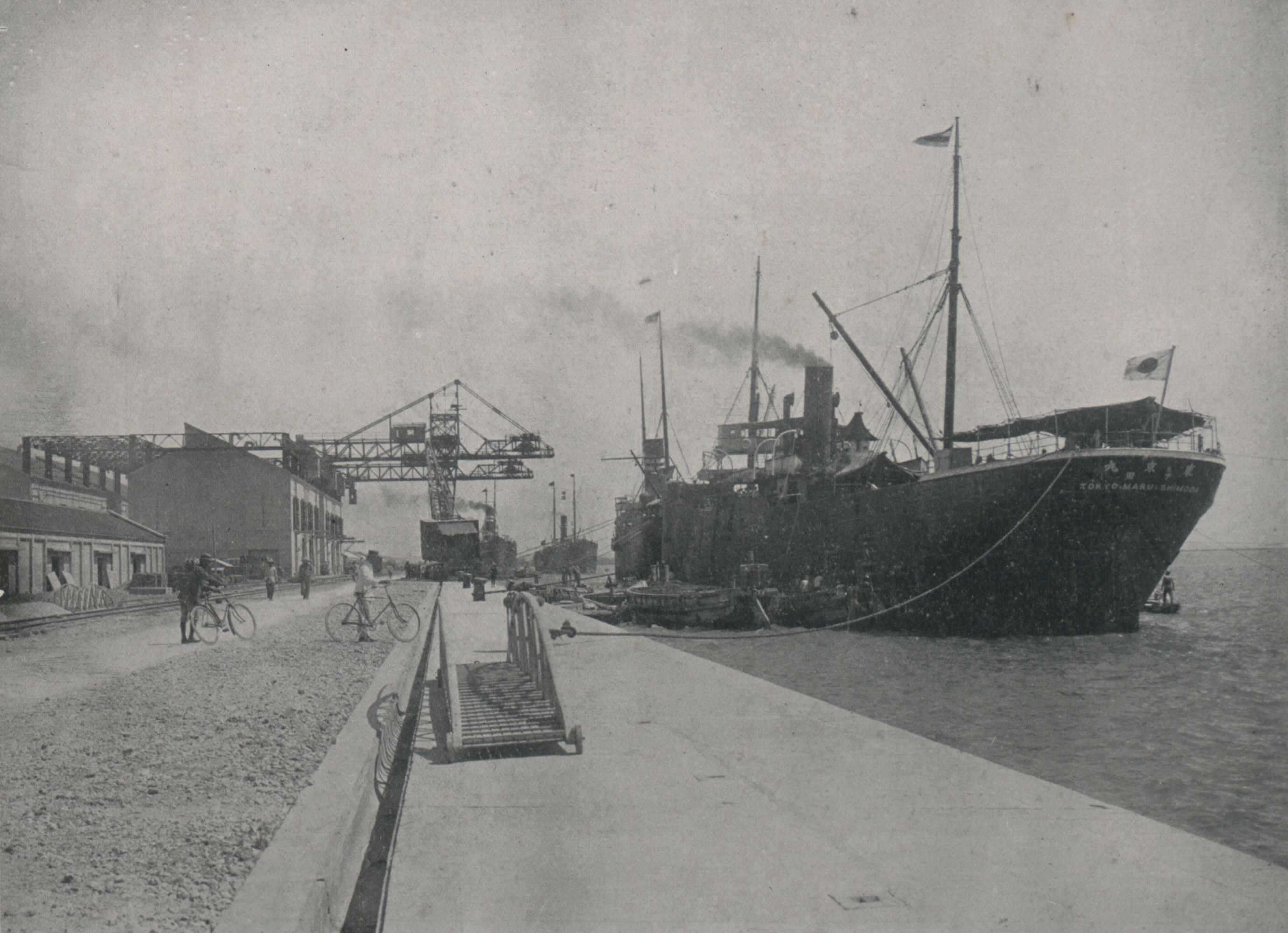
高雄港內的岸壁

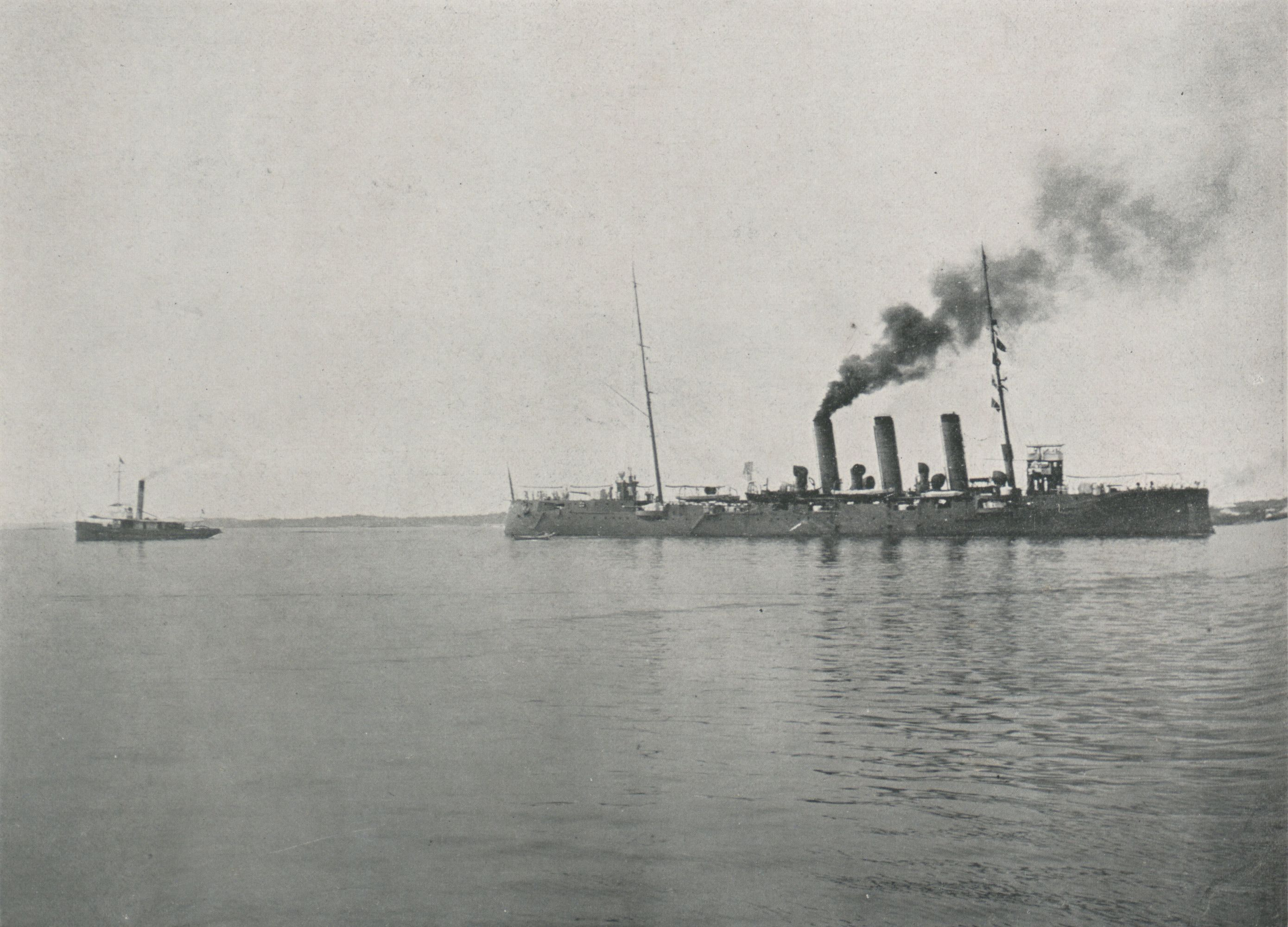
停泊於高雄港內的對馬號

### 橋梁
- 高雄橋（今 五福四路）
- 大橋（今 中正橋）
- 川田橋（今 建國三路）

### 鐵路
- 高雄車站
- 高雄港站
- 三塊厝車站
- 田町車站（貨運車站）

### 渡船
- 湊町—旗後
- 湊町—哨船町
- 哨船町—旗後
- 新濱町—旗後
- 苓雅寮—旗後

### 航運

#### 定期命令航線
- 高雄橫濱線
- 沿岸東線（經台灣東部沿岸至基隆）
- 高雄馬公線
- 高雄廣東線
- 高雄上海線
- 高雄大連線
- 高雄天津線
- 高雄仁川線
- 高雄清津線
- 高雄比律賓線
- 高雄爪哇線

#### 自由航線
- 高雄橫濱線
- 高雄大阪線
- 高雄北海道線
- 橫濱盤谷線
- 高雄大連線
- 台灣九州北鮮線
- 內地台灣線

## 教育設施

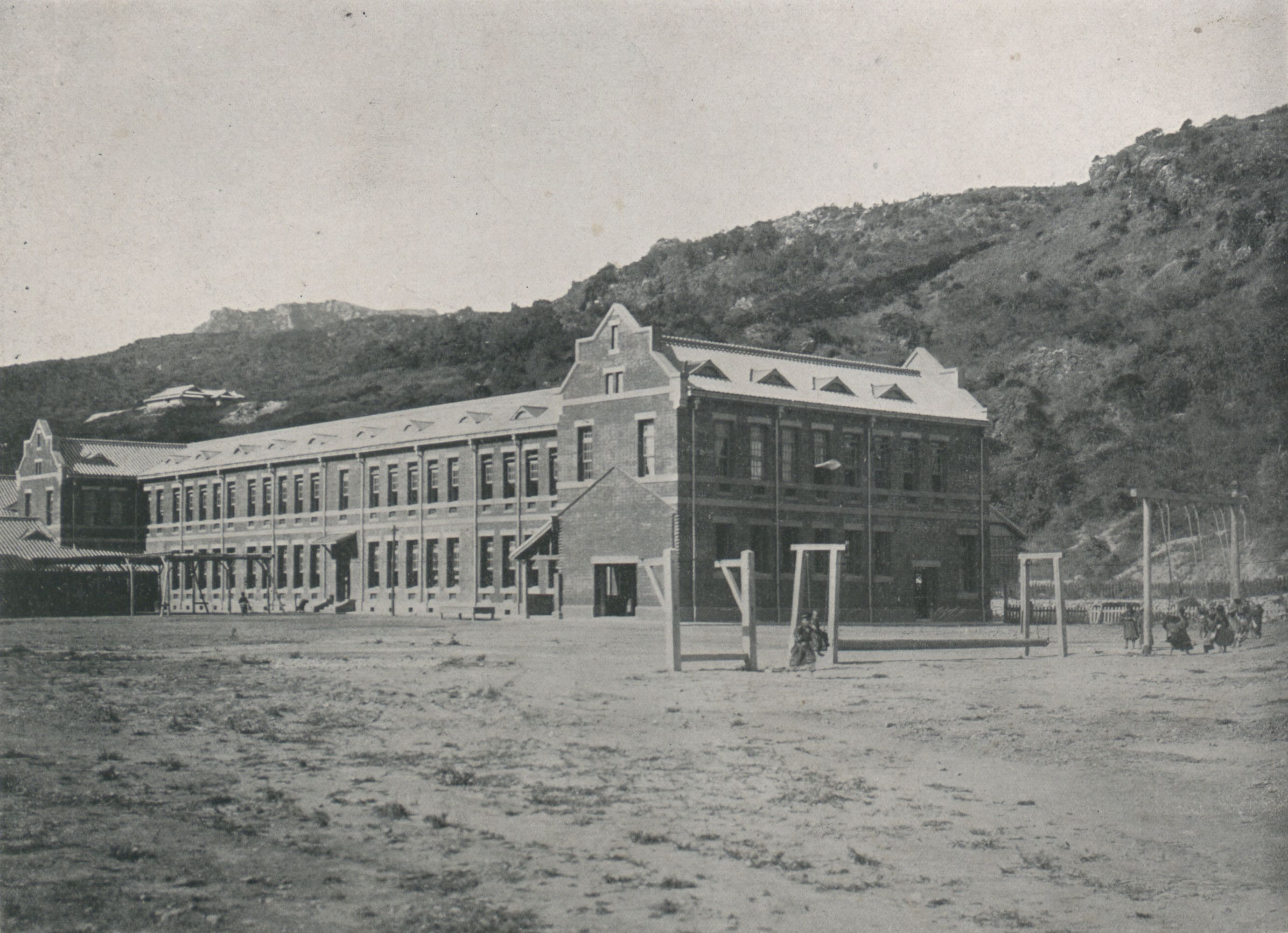
打狗尋常高等小學校

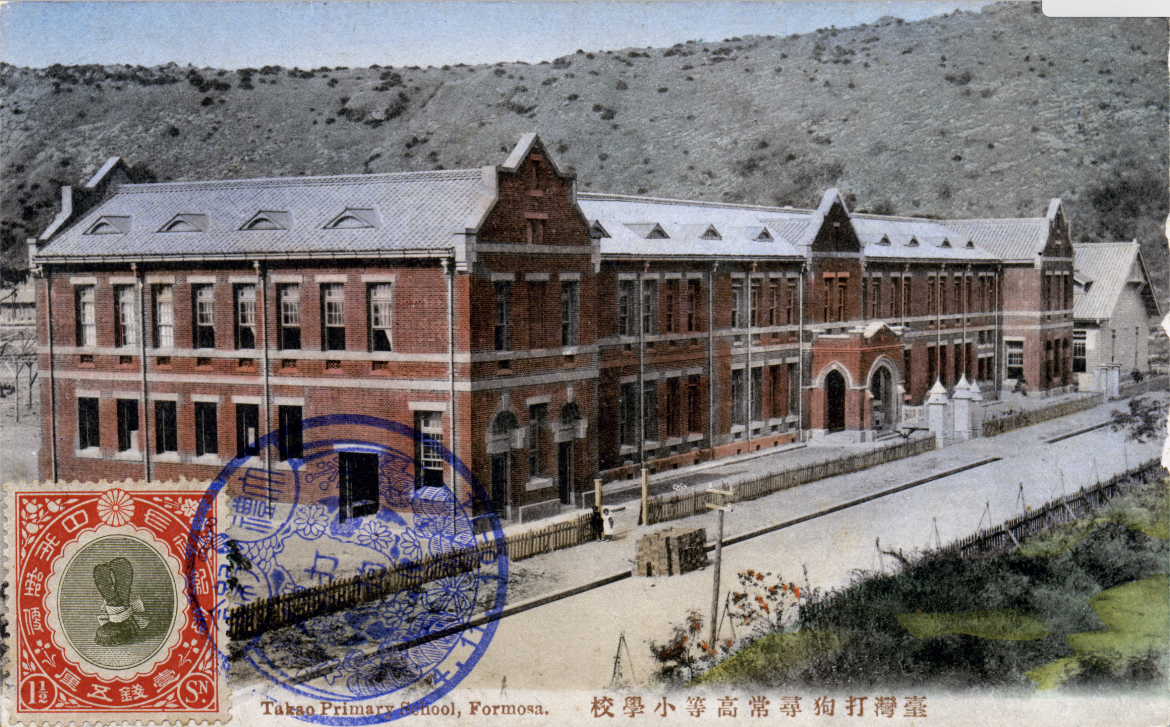
打狗尋常高等小學校，今鼓山國小

### 初等教育

#### 幼稚園
- 私立高雄幼稚園
- 私立平和幼稚園
- 私立高雄濟世幼稚園

#### 小學校
- 打狗尋常高等小學校→高雄尋常高等小學校→高雄第一尋常高等小學校→高雄市湊國民學校（今 鼓山國小）
- 高雄第二尋常高等小學校→高雄堀江尋常高等小學校→高雄市堀江國民學校（今 鹽埕國小）
- 高雄市大和尋常小學校→高雄市大和國民學校（今 前金國小）
- 左營尋常小學校→高雄市左營國民學校（今 左營國小）

#### 公學校
- 打狗國語傳習所→打狗公學校→高雄第一公學校→高雄市平和公學校→高雄市平和國民學校（今 旗津國小）
- 高雄第一公學校中洲分教場→高雄市中洲公學校→高雄市中洲國民學校（今 中洲國小）
- 打狗公學校苓雅寮分教場→苓雅寮公學校→高雄市第二公學校→高雄市青葉公學校→高雄市青葉國民學校（今 苓洲國小）
- 高雄第二公學校前鎮分教場→高雄市青葉公學校前鎮分教場→高雄市青葉國民學校前鎮分教場（今 前鎮國小）
- 高雄第三公學校→高雄市旭公學校→高雄市旭國民學校（今 三民國小）
- 高雄第三公學校三塊厝分教場（後併入第三公學校，今 三民國小）
- 高雄第三公學校桃子園分教場→內惟公學校桃子園分教場→高雄市清水公學校桃子園分教場（因左營軍港興建而廢止）
- 高雄第四公學校→高雄市東園公學校→高雄市東園國民學校（今 大同國小）
- 舊城公學校→左營公學校→左營第一公學校→左營公學校→高雄市左營東國民學校（今 舊城國小）
- 舊城公學校右冲分教室→左營第二公學校→右沖公學校→高雄市右沖國民學校（今右昌國小 ）
- 舊城公學校內惟分教室→打狗公學校內惟分教室→高雄第一公學校內惟分教室→高雄第三公學校內惟分教場→內惟公學校→高雄市清水公學校→高雄市清水國民學校（今 內惟國小）
- 高雄市內惟國民學校（今 內惟國小）
- 左營公學校桃子園分教場→左營第一公學校桃子園分教場→左營公學校桃子園分教場→高雄市清水公學校桃子園分教場（因左營軍港興建而廢止）
- 楠梓坑公學校→楠梓第一公學校→楠梓公學校→	高雄市楠梓國民學校（今 楠梓國小）

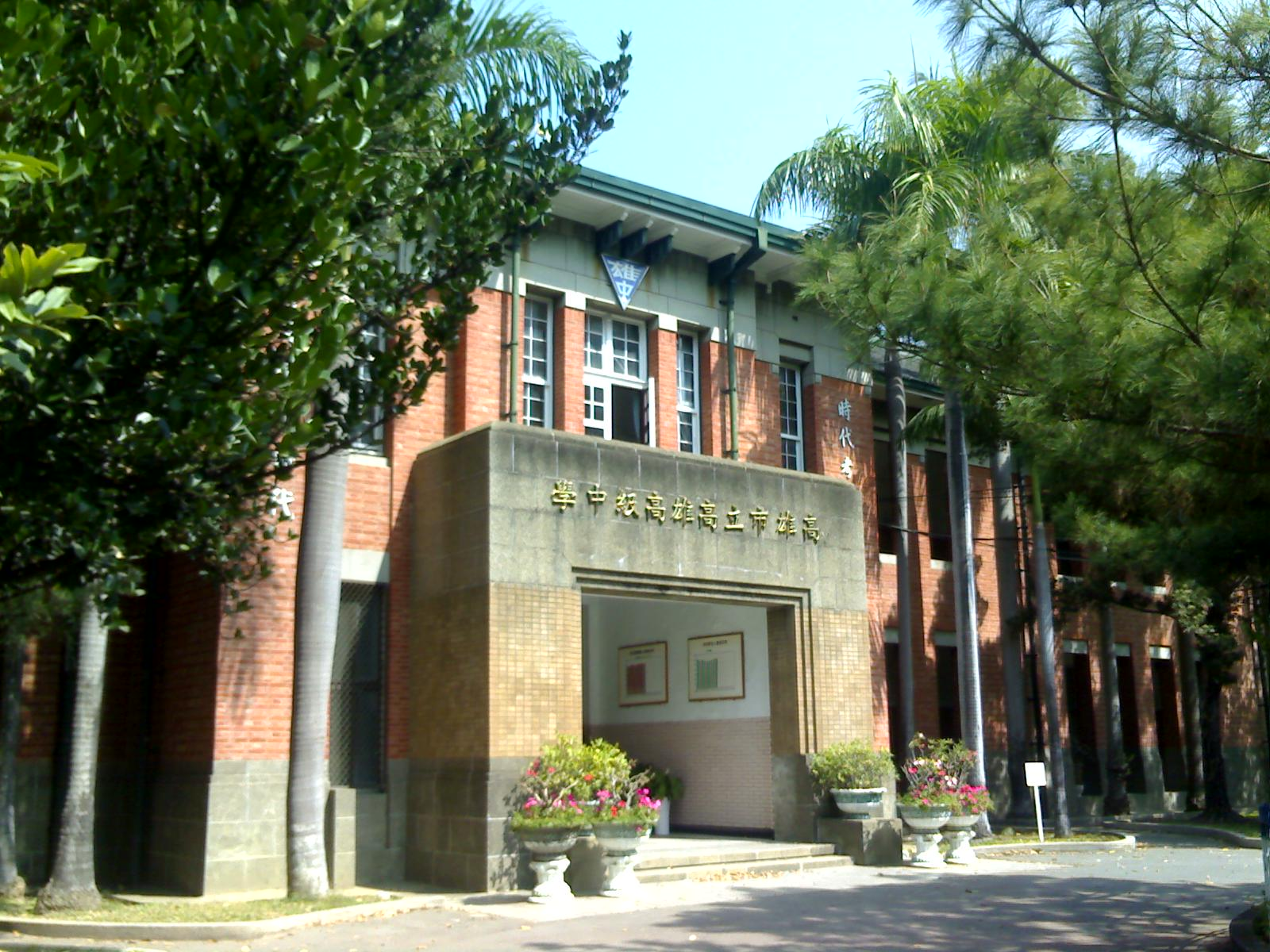
高雄中學

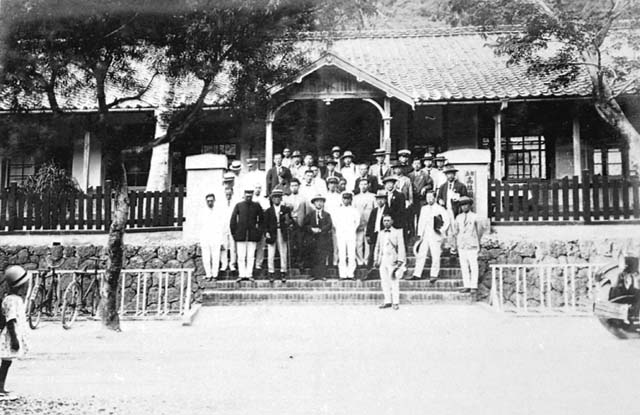
1927年的高雄圖書館

- 高雄市千歲國民學校（今 河濱國小）
- 高雄市瑞穗國民學校（今 鼎金國小）
- 高雄市曙國民學校（今 五權國小）
- 高雄市壽國民學校（今 鼓岩國小）
- 高雄市雙葉國民學校[11]（戰後併入鼓山國小）

### 中等教育

#### 中學校
- 州立第一中學校（今 高雄中學）
- 州立第二中學校（戰後併入高雄中學）

#### 高等女學校
- 州立高雄高等女學校（今 高雄女中）
- 州立高雄第二高等女學校（戰後併入高雄女中）

#### 實業學校
- 高雄商業補修學校（1935年併入高雄商工專修學校）
- 高雄商工專修學校（1945年併入高雄工業學校）
- 高雄女子技藝學校→高雄淑德女學校（今 新興高中）
- 高雄工業學校（今 高雄高工）
- 高雄商業學校（今 高雄高商）

### 社會教育

#### 圖書館
- 高雄市圖書館（今 高雄市立圖書館）

## 醫療與社福機構

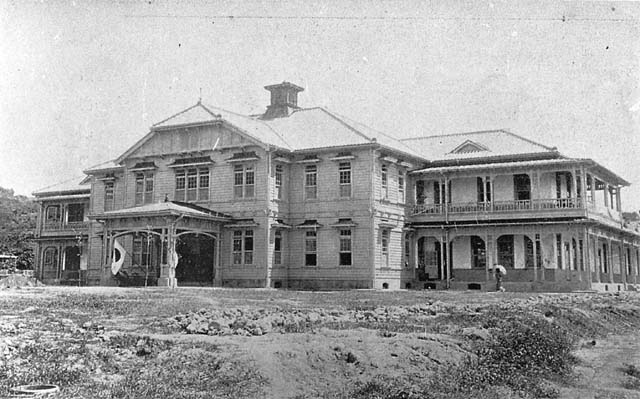
高雄醫院

### 公立醫院
- 高雄醫院（市立民生醫院前身）
- 高雄陸軍病院（國軍高雄總醫院前身，原址位於七賢國小一帶）
- 高雄婦人病院
- 壽平安醫院、綠町平安醫院（傳染病院）

### 社福機構
- 高雄診療所（紅十字會）
- 高雄慈惠院
- 佛教慈愛院
- 天主公教會孤兒院
- 臺灣三成協會高雄支部（從事司法保護事業）

### 喪葬設施
- 高雄市齋場
- 高雄市火葬場（前峯尾的高雄共同墓地內）

## 宗教設施

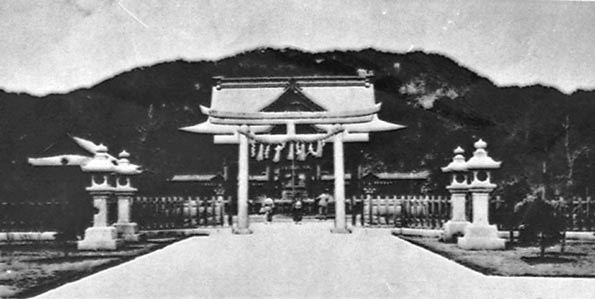
高雄神社

壽山龍泉寺新殿和舊大殿

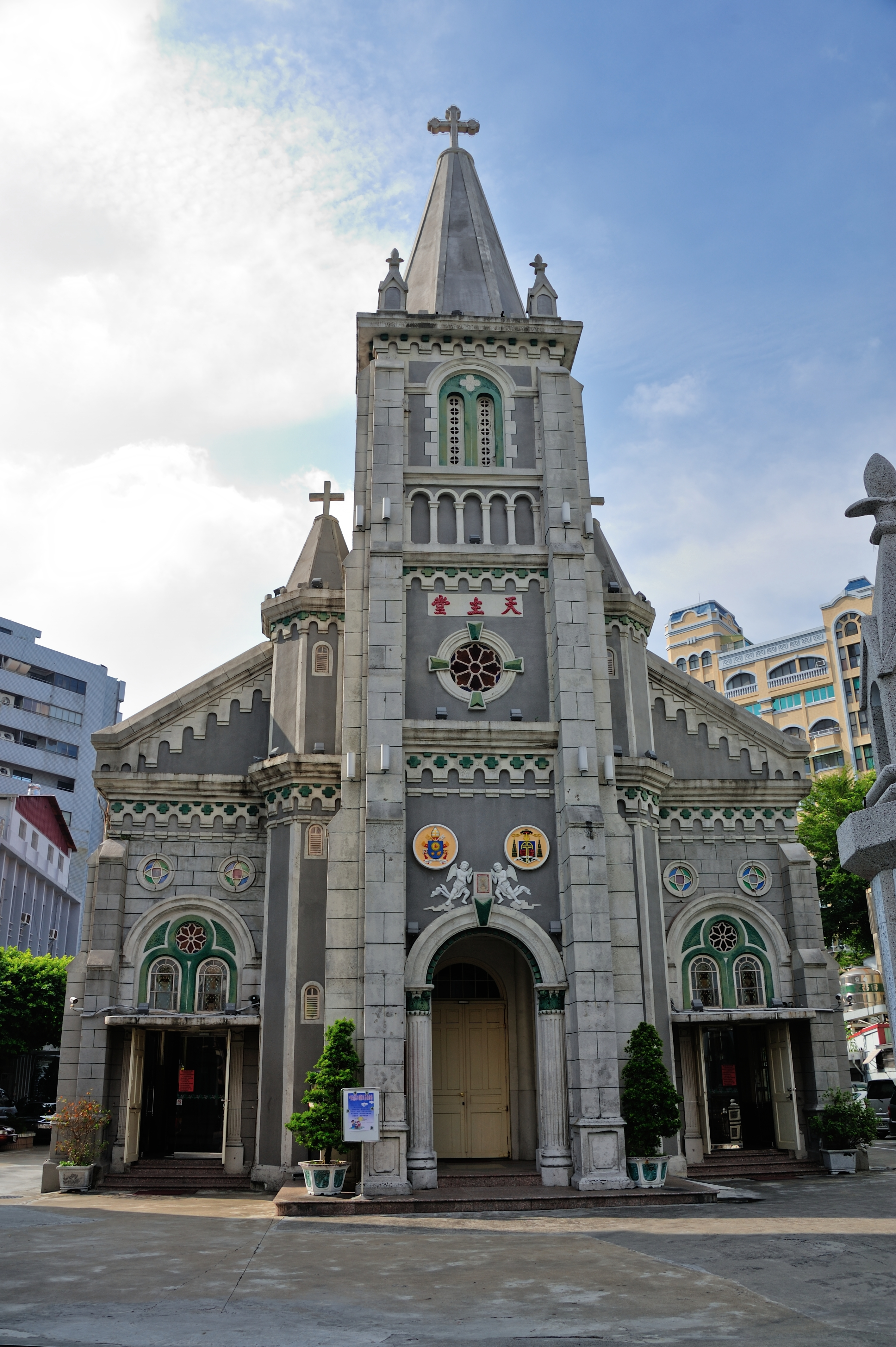
高雄玫瑰聖母堂外觀

### 神社
- 高雄金刀比羅社→縣社高雄神社

### 神道教
- 金光教高雄教會所
- 天理教山明大教會打狗宣教所
- 天理教東高雄教會
- 天理教本高雄教會

### 佛教
- 萬壽山龍泉寺
- 本願寺高雄布教所
- 本願寺南溟山賽船寺
- 淨土宗高雄布教所
- 真言宗高野山高雄布教所
- 真宗大谷派顯德寺
- 日蓮宗高雄布教所
- 天臺宗高雄布教所
- 曹洞宗大壽山南禪寺
- 曹洞宗壽山寺布教所
- 本門佛隆教會高親會場[12]

### 基督宗教
- 苓雅寮天主公教會（今 玫瑰聖母聖殿主教座堂）
- 旗後臺灣基督長老教會
- 臺灣基督長老教高雄教會
- 高雄日本基督教會
- 高雄聖潔教會
- 救世軍高雄小隊

## 觀光及娛樂設施

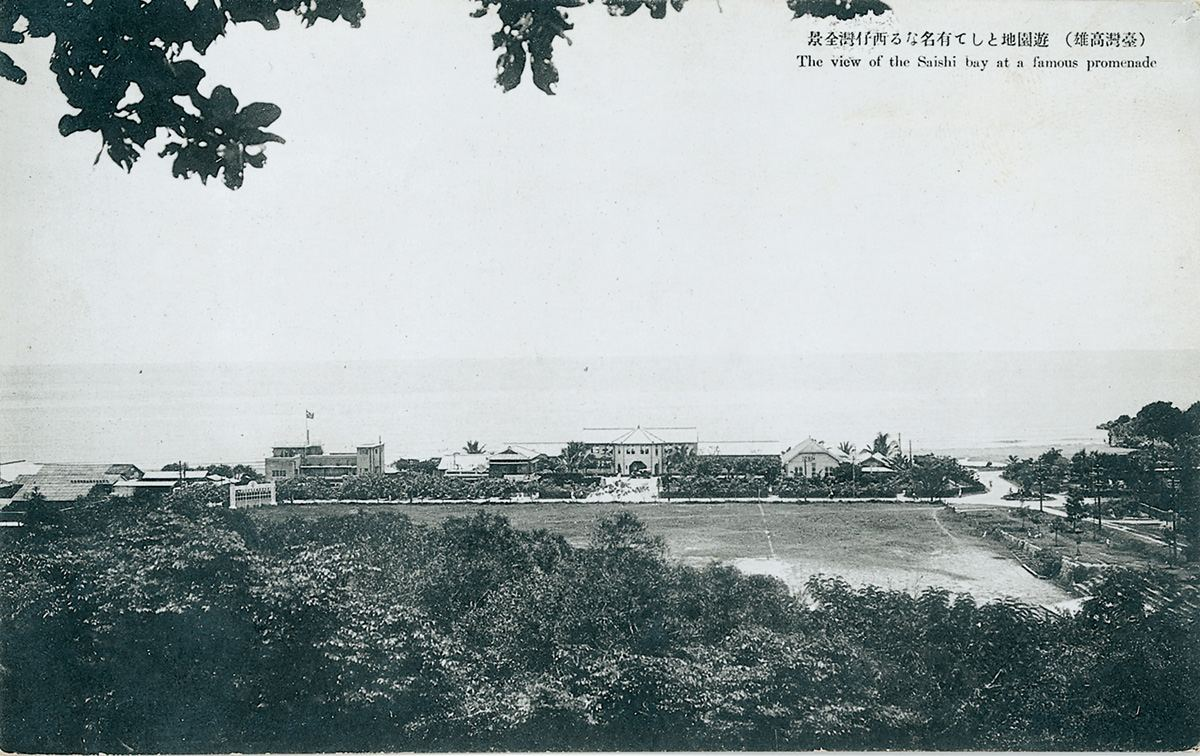
西子灣全景

- 壽海水浴場（今 西子灣海水浴場）西子灣全景
- 旗後海水浴場（今 旗津海水浴場）
- 西子灣溫浴場（壽海水浴場旁的溫水設施）
- 壽山高爾夫球場
- 高雄競馬場
- 高雄遊廓  - 風光明媚的高雄臨海道路
  - 海水浴場舊照
  - 海水浴場舊照

## 歷任首長

### 市尹
| 任次 | 肖像 | 姓名 (生–卒)          | 在任時間       | 在任時間       | 備註 |
| ---- | ---- | --------------------- | -------------- | -------------- | ---- |
| 1    |      | 岩本多助 (？－？)     | 1924年12月23日 | 1927年8月16日  |      |
| 2    |      | 齋藤玄壽郎 (？－？)   | 1927年8月16日  | 1929年5月17日  |      |
| 3    |      | 今井昌治 (1884－？)   | 1929年5月17日  | 1932年4月21日  |      |
| 4    |      | 小林儀三郎 (？－？)   | 1932年4月21日  | 1934年9月3日   |      |
| 5    |      | 松尾繁治 (1886－1944) | 1934年9月3日   | 1937年11月30日 |      |
| 6    |      | 宗藤大陸 (1893－1974) | 1937年11月30日 | 1940年10月28日 |      |

#### 附註
1. ↑  たかを為歷史假名遣，即今日たかお

1. ↑  原臺中州彰化郡守。
2. ↑  原臺中州彰化郡守。
3. ↑  原臺中州彰化郡守。
4. ↑  改任花蓮港廳長。
5. ↑  原臺南州北斗郡守。
6. ↑  原高雄州屏東市尹。
7. ↑  改任市長。

### 市長
| 任次 | 肖像 | 姓名 (生–卒)          | 在任時間       | 在任時間       | 備註 |
| ---- | ---- | --------------------- | -------------- | -------------- | ---- |
| 1    |      | 宗藤大陸 (1893－1974) | 1940年10月28日 | 1941年1月31日  |      |
| 2    |      | 小島猛 (1895－？)     | 1941年1月31日  | 1942年7月23日  |      |
| 3    |      | 橫山竹男 (1895－？)   | 1942年7月23日  | 1943年3月31日  |      |
| 4    |      | 中松乙彥 (1889－？)   | 1943年3月31日  | 1945年10月25日 |      |

#### 腳註
1. ↑  原市尹。
2. ↑  原臺中州彰化市長。
3. ↑  原臺北州基隆市長。
4. ↑  原臺南州嘉義市長。